# Erythroepalpus aurantiacus
Erythroepalpus aurantiacus là một loài ruồi trong họ Tachinidae.